# Opisthocoelicaudiinae
Opisthocoelicaudiinae („duté ocasní obratle“) byla podčeleď (klad) býložravých dinosaurů ze skupiny titanosaurních sauropodů (čeledi Saltasauridae), žijících na konci křídového období na území Severní Ameriky a východní Asie. V současnosti jsou do tohoto kladu s jistotou řazeny pouze tři rody, a to středně velký španělský rod Qunkasaura, mongolský rod Opisthocoelicaudia a obří severoamerický rod Alamosaurus.

## Historie
Tento klad stanovil jako podčeleď americký odborník na sauropody John McIntosh v roce 1990. Původně byl do této skupiny řazen také čínský rod Borealosaurus, vědecká studie publikovaná v roce 2018 jej ale coby zástupce kladu vyloučila. Zástupci této podčeledi jsou sesterskou skupinou k podčeledi Saltasaurinae v rámci čeledi Saltasauridae.
Fosilní zuby neznámého zástupce tohoto kladu byly objeveny také na území Kazachstánu (geologické souvrství Bostobe, věk santon až kampán - asi před 86 až 72 miliony let).

## Popis

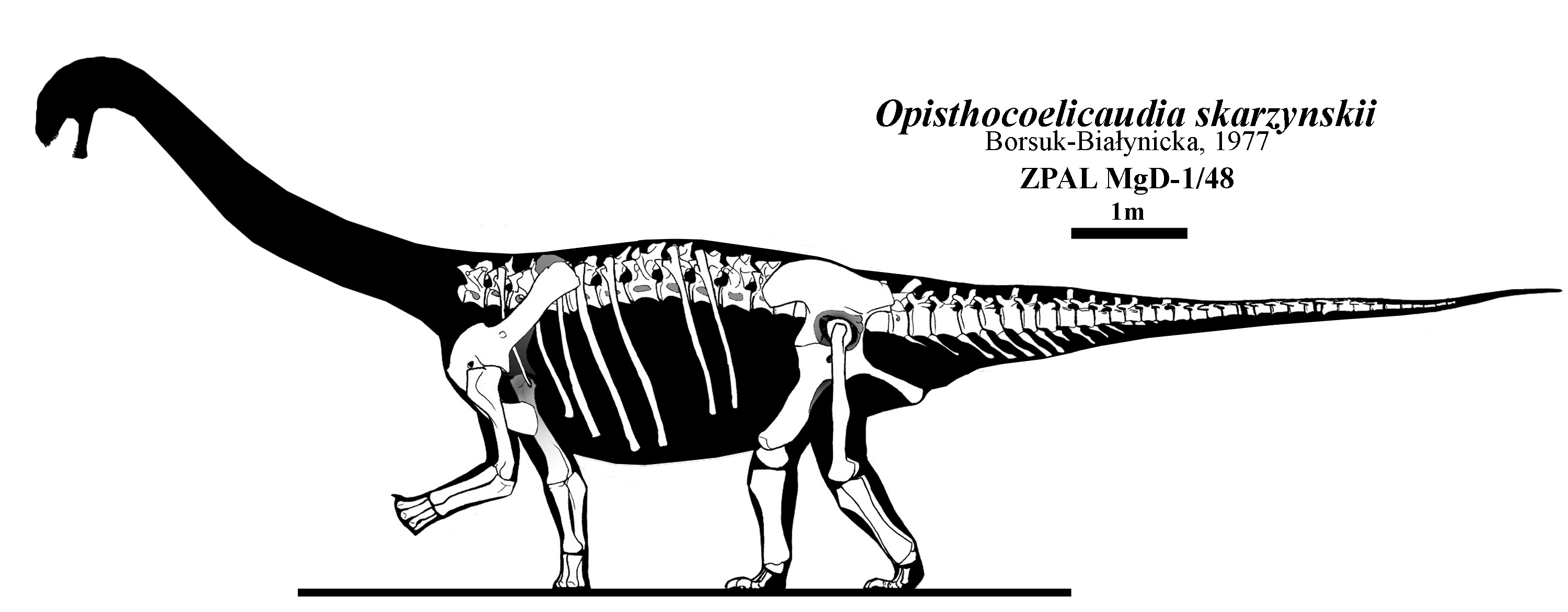
Opisthocoelicaudia - rekonstrukce dochovaných částí kostry.

Opisthocoelicaudia byl menší až středně velký sauropod, který dosahoval délky asi 11 až 13 metrů a hmotnosti kolem 8500 kg. Nejvyšší odhady hmotnosti jsou však podstatně odvážnější a udávají pro dospělý exemplář hmotnost až přes 25 000 kilogramů.,
Alamosaurus byl podstatně větší sauropodní dinosaurus, který pravděpodobně dosahoval délky až přes 30 metrů a hmotnosti asi 35 až 80 tun (podle některých obřích fosilních obratlů mohl dokonce spadat do velikostní kategorie argentinosaura). Jednalo se tedy o jednoho z největších známých sauropodů vůbec a zároveň nejspíš o posledního žijícího sauropoda podobných rozměrů.
Opistocélikaudini patřili k vývojově nejvyspělejším sauropodům vůbec, čemuž odpovídají i jejich odvozené anatomické znaky. Například distální části jejich předních končetin byly extrémně redukovány, takže prakticky zcela chyběli články prstů a záprstní kůstky.
Kostra těchto sauropodů byla obvykle výrazně pneumatizovaná, jejich obratle a další kosti byly duté a zabíhaly do nich početné vzdušné vaky, které byly přímou součástí respiračního systému.